# Eric James Stone
Eric James Stone (1967) è uno scrittore statunitense di fantascienza, fantasy e horror.
Ha vinto il concorso Writers of the Future nel 2004 e ha pubblicato sulle riviste Analog Science Fiction and Fact, InterGalactic Medicine Show e Jim Baen's Universe.
Il suo racconto lungo Il Leviatano che Tu hai creato (That Leviathan, Whom Thou Hast Made) ha vinto il premio Nebula nel 2010 ed è stato finalista al premio Hugo.
È di fede mormone, come l'altro scrittore di fantascienza Orson Scott Card, del quale è stato allievo.
Dopo essersi laureato in scienze politiche alla Brigham Young University ha frequentato alcuni corsi in scrittura creativa, ma poi ha abbandonato la scrittura per una decina di anni, durante i quali e si è laureato presso la Baylor Law School, ha lavorato per un candidato al Congresso e a Washington per una lobby. Nel 2002 ha ripreso a scrivere e ha frequentato il Literary Boot Camp fondato da Orson Scott Card..  Vive attualmente a Eagle Mountain, Utah.

## Opere principali
2011
- “Girl Who Asks Too Much”, Daily Science Fiction (24 marzo 2011)
- “Rejiggering the Thingamajig” (audio & reprint), Escape Pod (27 gennaio 2011)
- “Waiting for Raymond”, Daily Science Fiction (6 gennaio 2011)

2010
- "Buy You a Mockingbird", Daily Science Fiction (14 dicembre 2010)
- "The Greatest Science Fiction Story Ever Written", Nature (28 ottobre)
- "American Banshee", Blood Lite 2: Overbite anthology (settembre 2010)
- "Bird-Dropping and Sunday", The Immersion Book of Science Fiction (settembre 2010)
- "That Leviathan, Whom Thou Hast Made", Analog Science Fiction and Fact (settembre 2010)
- "Attitude Adjustment" (Russian translation), ESLI (giugno 2010)
- An Early Ford Mustang", Orson Scott Card's Intergalactic Medicine Show (giugno 2010)
- "Attitude Adjustment" (reprint), The Year's Best SF 15 (maggio 2010)
- "Rejiggering the Thingamajig", Analog Science Fiction and Fact (gennaio/febbraio 2010)

2009
- "Accounting for Dragons" (audio), PodCastle (ottobre 2009)
- "Attitude Adjustment", Analog Science Fiction and Fact (settembre 2009)
- "P.R. Problems", Blood Lite anthology mass market paperback (ottobre 2008)
- "Like Diamond Tears From Emerald Eyes", Orson Scott Card's Intergalactic Medicine Show (luglio 2009)
- "The Final Element", Analog Science Fiction and Fact (aprile 2009)
- "In Memory" (reprint), Apex Magazine (gennaio 2009)

2008
- "The Robot Sorcerer", Orson Scott Card's Intergalactic Medicine Show (dicembre 2008)
- "Taint of Treason" (audio) & "Tabloid Reporter to the Stars" (audio), Orson Scott Card's Intergalactic Medicine Show anthology audiobook (novembre 2008)
- "P.R. Problems", Blood Lite anthology trade paperback (ottobre 2008)
- "Taint of Treason” & "Tabloid Reporter to the Stars", Orson Scott Card's Intergalactic Medicine Show anthology (agosto 2008)
- "The Ashes of His Fathers", Analog Science Fiction and Fact (maggio 2008)
- "Accounting for Dragons", Orson Scott Card's Intergalactic Medicine Show (aprile 2008)
- "Premature Emergence", Jim Baen's Universe (febbraio 2008)

2007
- "Salt of Judas" (reprint), Prime Codex (maggio 2007)
- "Tabloid Reporter to the Stars", Orson Scott Card's Intergalactic Medicine Show (febbraio 2007)

2006
- "Upgrade", Analog Science Fiction and Fact (dicembre 2006)
- “Loophole”, Warp & Weave (maggio 2006)
- “Salt of Judas”, Orson Scott Card's Intergalactic Medicine Show (marzo 2006)

2005
- “Taint of Treason”, Orson Scott Card's Intergalactic Medicine Show (ottobre 2005)
- “Resonance”, Analog Science Fiction and Fact (settembre 2005)
- “Betrayer of Trees”, L. Ron Hubbard Presents Writers of the Future, Volume XXI (agosto 2005)

2004
- “The Man Who Moved the Moon”, All the Rage This Year: The Phobos Science Fiction Anthology 3 (settembre 2004)
- “In Memory”, L. Ron Hubbard Presents Writers of the Future, Volume XX (agosto 2004)